# Toutes ces belles promesses
Pour plus de détails, voir Fiche technique et Distribution.
Toutes ces belles promesses est un film français réalisé par Jean-Paul Civeyrac et sorti en 2003

## Synopsis

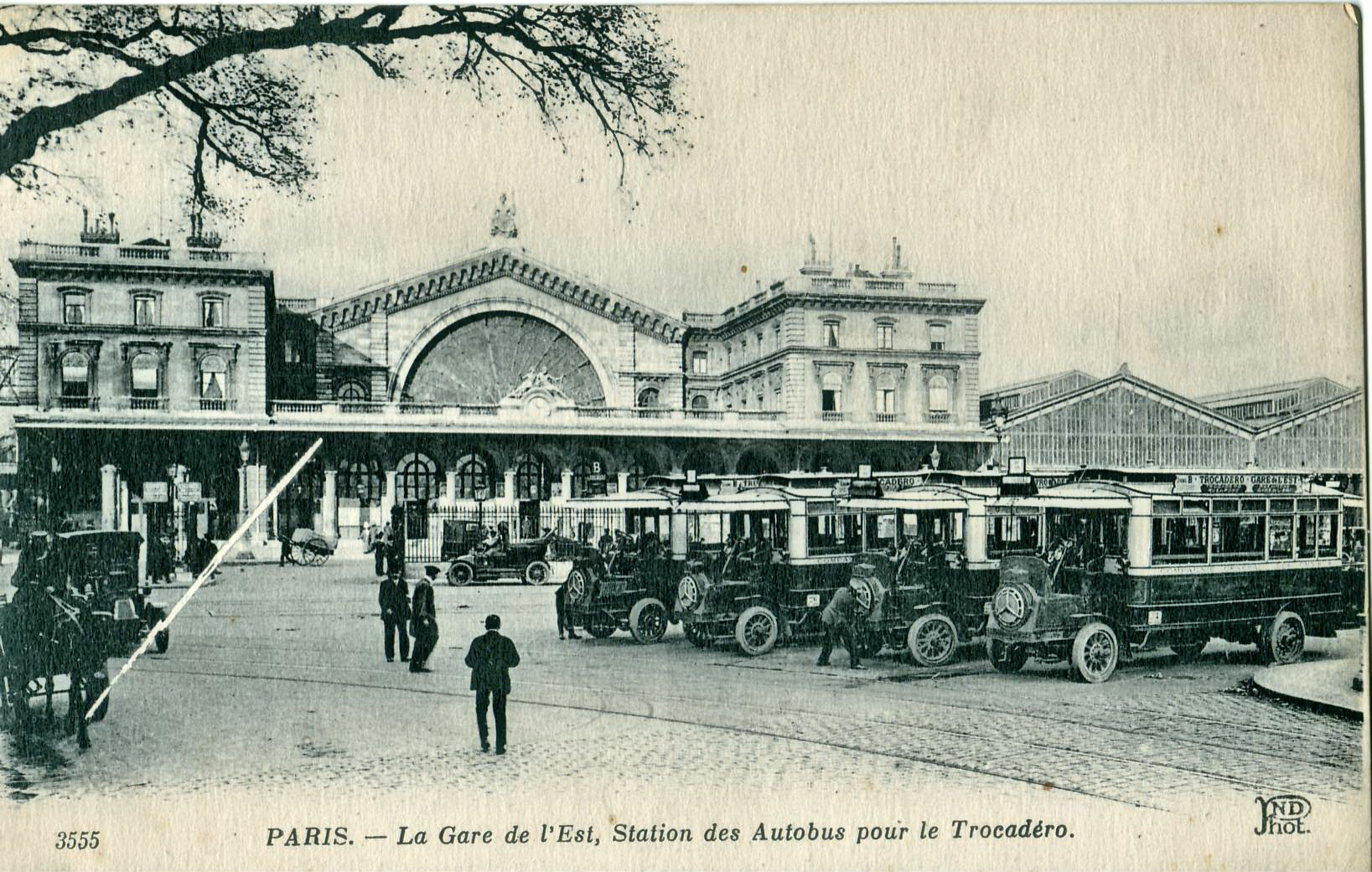
La Gare de Paris-Est est un des décors immortalisé par Jean-Paul Civeyrac dans Toutes ces belles promesses

À la suite du décès de sa mère, Marianne (Jeanne Balibar), une violoncelliste, découvre le testament de son père. Elle y apprend sa liaison avec une femme, Béatrice (Bulle Ogier), qu’il a passionnément aimée. Peu après, alors qu'elle sent l'homme qu'elle aime se détacher d'elle, Jeanne décide de partir à la rencontre de cette Béatrice au bord de la mer.
Ce film laisse, un temps, la place à la nostalgie, lorsque Marianne retrouve les lieux et les figures de son enfance. Elle se trouve alors confrontée à ses souvenirs. La chanson Hymnes à l'amour d'Édith Piaf qui avait rythmé son enfance fait resurgir d'émouvantes silhouettes du passé comme celle de sa nourrice Ghislaine (Valérie Crunchant).
Ce voyage dans son passé et celui de son père, et ces rencontres avec Béatrice, Ghislaine, et aussi un médecin, ami de Béatrice, qui va la soigner un peu et tomber sous son charme, lui permettra de retrouver de la sérénité et de surmonter en partie son chagrin d'amour.

## Fiche technique
- Titre : Toutes ces belles promesses
- Réalisation : Jean-Paul Civeyrac
- Scénario : Jean-Paul Civeyrac, adapté du roman Hymnes à l'amour d’Anne Wiazemsky.
- Costumes : Anne Fournier
- Décors : Brigitte Brassart
- Photographie : Céline Bozon
- Montage : Sylvie Fauthoux
- Musique : Felix Mendelssohn, John Cage, Édith Piaf
- Son : Stéphane Thiébaut
- Sociétés de production : Les Films Pelléas - Flach Film - Arte
- Pays de production :  France
- Genre : drame
- Durée : 90 minutes
- Date de sortie : France - 5 décembre 2003

## Distribution
- Jeanne Balibar : Marianne
- Bulle Ogier : Béatrice
- Valérie Crunchant : Ghislaine (25ans)
- Renaud Bécard : Étienne
- Éva Truffaut : la mère
- Sylvain Prunenec
- Pierre Léon
- Nicole Colchat
- Circé Lethem
- Guillaume Verdier
- Céline Duchange
- Vladimir Léon
- Raphaële Godin
- Irène Cavallaro

## Distinction
- Prix Jean-Vigo 2003[1]